# William Earl Buchan
William Earl Buchan (Seattle, 9 de mayo de 1935) es un deportista estadounidense que compitió en vela en las clases Soling y Star. Su hijo William Carl compitió en el mismo deporte.
Participó en los Juegos Olímpicos de Los Ángeles 1984, obteniendo una medalla de oro en la clase Star (junto con Steven Erickson). Ganó diez medallas en el Campeonato Mundial de Star entre los años 1961 y 1985. Además, obtuvo una medalla de oro en el Campeonato Mundial de Soling de 1975.

## Palmarés internacional
| Juegos Olímpicos   | Juegos Olímpicos                | Juegos Olímpicos  | Juegos Olímpicos |
| Año                | Lugar                           | Medalla           | Clase            |
| ------------------ | ------------------------------- | ----------------- | ---------------- |
| 1984               | Los Ángeles (Estados Unidos)    | Medalla de oro    | Star             |
| Campeonato Mundial |                                 |                   |                  |
| Año                | Lugar                           | Medalla           | Clase            |
| 1961               | San Diego (Estados Unidos)      | Medalla de oro    | Star             |
| 1965               | Newport Beach (Estados Unidos)  | Medalla de bronce | Star             |
| 1970               | Marstrand (Suecia)              | Medalla de oro    | Star             |
| 1973               | San Diego (Estados Unidos)      | Medalla de plata  | Star             |
| 1976               | Nassau (Bahamas)                | Medalla de plata  | Star             |
| 1979               | Marstrand (Suecia)              | Medalla de plata  | Star             |
| 1981               | Marblehead (Estados Unidos)     | Medalla de bronce | Star             |
| 1982               | Medemblik (Países Bajos)        | Medalla de bronce | Star             |
| 1983               | Marina del Rey (Estados Unidos) | Medalla de bronce | Star             |
| 1985               | Nassau (Bahamas)                | Medalla de oro    | Star             |

| Campeonato Mundial | Campeonato Mundial       | Campeonato Mundial | Campeonato Mundial |
| Año                | Lugar                    | Medalla            | Clase              |
| ------------------ | ------------------------ | ------------------ | ------------------ |
| 1975               | Chicago (Estados Unidos) | Medalla de oro     | Soling             |